# Tomáš Novotný (teolog)
Tomáš Novotný (* 4. září 1952, Praha) je český vysokoškolský pedagog, docent na katedře filozofie Filozofické fakulty Ostravské univerzity.

## Život
Vystudoval Pražskou konzervatoř (skladba, dirigování, lesní roh) a Evangelickou bohosloveckou fakultu v Praze, kde také získal doktorát v oboru Starého zákona (Hebrejské mudrosloví). Založil a deset let působil jako sbormistr už zaniklého dívčího vokálního souboru Adash. Je vedoucím mužského vokálního souboru Noach.
Ve své odborné činnosti se zabývá činností a vlivem nových náboženských hnutí.